# Tony America
Tony America er en amerikansk stumfilm fra 1918 af Thomas N. Heffron.

## Medvirkende
- Francis McDonald - Tony America
- Marie Pavis - Rosa Picciano
- Ray Godfrey - Mamie Dean
- Dorothy Giraci - Giulia
- Alice Davenport - Picciano